# Barzani-Revolten
Als Barzani-Revolten bezeichnet man eine Reihe von militärischen Auseinandersetzungen zwischen kurdischen Nationalisten und der irakischen Armee. Sie fanden zwischen 1961 und 1970 statt und endeten mit einer kurzlebigen Autonomie des irakischen Teils Kurdistans.
Sie sind nach dem kurdischen Stammesführer und Politiker Mustafa Barzani benannt. Die Benennung der Ereignisse ist jedoch uneinheitlich. Es wird auch vom Ersten Kurdenkrieg gesprochen. Nach dieser Nomenklatur werden die Auseinandersetzungen von 1975 als zweiter Kurdenkrieg bezeichnet. In das kurdische Geschichtsbild ist der Aufstand als „September-Revolution“ eingegangen, das hierfür benutzte kurdische Wort şoreş kann mit Aufstand, Umwälzung oder Revolution wiedergegeben werden.

## Politische Vorgeschichte
Als 1958 die Monarchie im Irak in einem Militärputsch durch Offiziere unter Abd al-Karim Qasim gestürzt wurde, sah die kurdische Minderheit das neue Regime als einen Hoffnungsträger. So leitete die neue Staatsführung Verhandlungen mit kurdischen Anführern ein und stellte Zugeständnisse in Aussicht. Die Bedingungen erschienen jedoch der kurdischen Führung nicht weit genug und die Gespräche endeten ergebnislos.
Um sich innenpolitische Sicherheit zu erkaufen, führte die Regierung Qasims Säuberungen potentieller politischer Konkurrenten durch. Die Repressionen gegen Monarchisten, Nasseristen und Kommunisten sorgten jedoch für Widerstand aufgrund ethnischer und tribaler Loyalitäten. Manchmal kam es sogar zu Gefechten zwischen ganzen Militäreinheiten der irakischen Armee.
In diesem politischen Klima entschloss sich der Kurdenführer Barzani zur Revolte gegen die Zentralregierung.

## Verlauf

### Ausbruch der Revolte
Im September 1961 begann Barzani mit 600 Bewaffneten die Revolte. Er konnte jedoch große Teile der kurdischen Stämme auf seine Seiten ziehen. In Kurdistan war mit der 2. Infanteriedivision eine der fünf irakischen Infanteriedivisionen stationiert. Diese war maßgeblich von ansässigen Kurden aus der Region gebildet. Barzani zog sich nach Anfangserfolgen in die Berge zurück und führte einen Guerillakrieg gegen die irakische Armee. Barzanis Streitkräfte wuchsen bis zum Frühling auf rund 5.000 Vollzeitsoldaten und 5.000 – 15.000 lokale Milizionäre an. Diese neuen Peschmerga stammten vor allem aus Deserteuren aus der irakischen 2. Infanteriedivision.
Im März 1962 fühlte sich Barzani stark genug eine Offensive durchzuführen. Ziel war die Eroberung der nordirakischen Städte Zaxo und Dahuk. Das Ziel wurde nicht erreicht, jedoch fügten die Guerillakämpfer den verbliebenen Soldaten der 2. Infanteriedivision schwere Verluste zu. Dies schwächte insbesondere die Macht der kurdischen Stämme, welche sich gegenüber der Zentralregierung loyal verhielten.

### Qasims Reaktion
Der irakische Staatschef entschloss sich, den Aufstand durch ein massives Truppenaufgebot im Keim zu ersticken. Auch sollten den Aufständischen durch die Kontrolle der ländlichen Regionen, Städte und Straßen Nachschub und Nahrungsmittel entzogen werden. Die kurdische Widerstandsbewegung erhielt jedoch weiterhin Zulauf und machte Anfang 1963 schon 15.000 Vollzeitsoldaten aus. Die Zahl der Milizionäre hielt sich bei 10.000. Die Peschmerga besaßen zwar keine schweren Waffen, erhielten jedoch verdeckt Nachschub von Kurden in der Türkei und der Regierung des Schahs von Persien.
Den irakischen Armeeeinheiten gelang es nicht den Aufstand unter Kontrolle zu bringen, obwohl sie durch eine mehrheitlich arabische Infanteriedivision verstärkt war. Die Luftwaffe führte Angriffe auf Zivilisten durch. Es kam zu Plünderungen durch Armeeangehörige. Die Guerilla isolierte die Armeestützpunkte voneinander und sorgte dafür, dass die Truppen stellenweise aus logistischen Gründen zurückgezogen werden mussten.

### Verlauf unter den Präsidenten Arif
Im Februar 1963 wurde Qasim durch den General Abd as-Salam Arif und die Baath-Partei gestürzt. Um Stärke zu demonstrieren, ließ Arif im September 1963 eine Offensive mit drei Divisionen durchführen. Die im gesamten irakischen Kurdistan operierenden Truppen konnten jedoch keine Entscheidung erzwingen. Eine irakische Einheit in Brigadestärke wurde isoliert und eingekesselt. Diese konnte nur unter großen Anstrengungen nach zwei Monaten befreit werden. Danach kam es zu einer militärischen Pattsituation. In den folgenden drei Jahren führten Barzani und die irakische Regierung ergebnislose Friedensgespräche.
Bis 1968 führte die Zentralregierung in mehreren Offensiven bis zu 40.000 Soldaten ins Feld. Das strategische Ziel, durch Konzentration im Grenzgebiet zum Iran den Nachschub der Guerilla zu unterbrechen, schlug fehl. Ebenso Versuche Kurdistan in zwei Teile zu spalten. Auch diplomatische Initiativen, welche die Nachbarländer zur Kooperation bewegten, brachten keine Entscheidung. Im Mai 1966 töteten kurdische Peschmerga mehr als 2.000 irakische Soldaten, als sie ein schlecht angelegtes Feldlager überrannten. Dies führte zu einer weitgehenden Demoralisierung der irakischen Armee.

### Einigung unter Al-Bakr
Als Ahmad Hasan al-Bakr 1968 die Macht im Irak übernahm, fasste auch er eine militärische Lösung ins Auge. Trotz des Aufgebots von 60.000 Soldaten misslang der Versuch 1969. Bakr und die regierende Baathpartei sahen sich aufgrund ihrer Außenpolitik zunehmend den Druck ihrer Nachbarn ausgesetzt. Infolgedessen entschloss sich die Regierung zu einem temporären, diplomatischen Kompromiss, um so Truppen aus dem Nordirak abziehen und zur Sicherung der Grenze einsetzen zu können. Im März 1970 wurde den irakischen Kurden die Autonomie zugesichert. Saddam Hussein unterschrieb als Vizepräsident persönlich einen Zusicherungsvertrag.